# Hugo Porta
Hugo Porta (Buenos Aires, 11 de setembro de 1951) é um ex-jogador de rugby union argentino, considerado o maior da história de seu país. Jogava na posição de abertura. É tido como o líder da ascensão da seleção argentina ao alto escalão do esporte. Com 590 pontos por ela, foi o maior pontuador da seleção até 2012, quando foi superado por Felipe Contepomi. É o único sul-americano eleito alguma vez o melhor rugbier do mundo, o que se deu em 1985.

## Carreira
A nível de clubes, atuou apenas pelo do Banco de la Nación Argentina. Apenas no final da carreira, no anos de 1986 e 1989, conseguiu títulos no Torneio da URBA, o mais valorizado no país; na década de 1970 e 1980, a competição vivenciara um duopólio entre o CASI e o SIC. Com o Banco, chegou a participar de uma espécie de mundial de clubes de rugby em 1986   e a vencer a Inglaterra. Mesmo após a aposentadoria, demonstra preocupação com a antiga equipe, chegando a participar em 2011 de uma marcha de protesto em frente à prefeitura de Vicente López a fim de impedir a construção de um hotel nas instalações do clube, vendidas por um ex-presidente acusado de corrupção.
Pela seleção argentina, debutou em 1971 e foi peça-chave na ascensão dela na época, participando das principais etapas do período. Na década de 1970, destacaram-se a apertada derrota por 19-20 (com um penal e uma conversão de Porta) contra o País de Gales em 1976, em plena Cardiff, no ano em que o adversário vencera de forma invicta o Cinco Nações; no ano seguinte, o empate em 13-13 na primeira vez que os Pumas enfrentaram a Inglaterra, e dentro do Estádio Twickenham (novamente, Porta acertou uma conversão e um penal); em 1979 a vitória por 24-13 no primeiro jogo contra a Austrália.
Na década seguinte, Porta, já com mais de 30 anos, foi ainda mais protagonista: foi o capitão dos Jaguares, a seleção da América do Sul utilizada para uma série de jogos contra a África do Sul. Fez todos os pontos dos Jaguares (um try, uma conversão, quatro penais e um drop goal) na única vitória destes, em 1982, por 21-12, em Pretória - até hoje, foi a única vitória dos argentinos, que compunham a totalidade dos titulares, sobre os Springboks; um ano depois, com duas conversões, um penal e um drop goal, liderou a vitória por 18-3 sobre a Austrália, em Brisbane. Estas foram as primeiras vitórias dos argentinos longe de casa contra seleções de alto nível.
Em 1985, Porta foi eleito o melhor jogador de rugby do mundo, pela imprensa francesa, após dois resultados históricos com a seleção: a primeira vitória sobre a França (anotou duas conversões, um drop goal e três penais nos 24-16) e a única não-derrota contra a Nova Zelândia: com quatro penais e três drop goals, fez todos os pontos argentinos no empate em 16-16. Naquele ano, ele também foi eleito o melhor esportista do país, faturando o Olimpia de Oro. Foi o segundo dos apenas três rugbiers que já receberam o prêmio (Aitor Otaño e Gonzalo Quesada são os outros). Ainda é o único sul-americano eleito alguma vez como melhor rugbier do mundo.
Os bons resultados habilitaram a Argentina a ser uma das nações convidadas para a primeira Copa do Mundo de Rugby, a de 1987. Porta programou-se para deixar a seleção após o torneio, do qual foi um destaque solitário dos Pumas, sendo o artilheiro do elenco alviceleste, eliminado na primeira fase após perder para a anfitriã Nova Zelândia e, surpreendentemente, para Fiji. Na única vitória, contra a Itália, o capitão acertou cinco penais e uma conversão nos 25-16.
Porta voltou rapidamente aos Pumas em 1990, em malograda turnê pelas Ilhas Britânicas. Nela, tornou-se o mais velho a atuar pela Argentina.

## Após parar
No ano seguinte a seu último jogo pela Argentina, Porta chegou a ser embaixador na África do Sul. Posteriormente, também foi ministro argentino dos Esportes de 1994 a 1999.
Em 2008, entrou para o Hall da Fama da International Rugby Board, no terceiro ano da mesma. Foi um dos primeiros jogadores eleitos, uma vez que, em 2006, os laureados foram apenas dois, ligados às origens do esporte: William Webb Ellis, considerado seu criador, e a Rugby School, escola onde o jogo se formou.
Ainda bastante ligado ao rugby, Porta manifestou em 2011 preocupações com o atual estágio do esporte, opondo-se à cada vez maior importância dada à pura força física dos atletas em relação às habilidades. Relembrando que, em sua época, priorizava-se o talento, rotulou a situação como "uma batalha de músculos", amparando-se no fato de que a Copa do Mundo de Rugby de 2011 foi a que mais teria produzido lesões e sangramentos.

## Títulos
Individual
- Melhor jogador de rugby do mundo em 1985
- Esportista do ano na Argentina em 1985

Banco de la Nación Argentina
- Torneio da URBA: 1986 e 1989

Seleção Argentina de Rugby
- Campeonato Sul-Americano de Rugby: 1971, 1973 e 1985